# Karlsruher Straße 60 (Dühren)

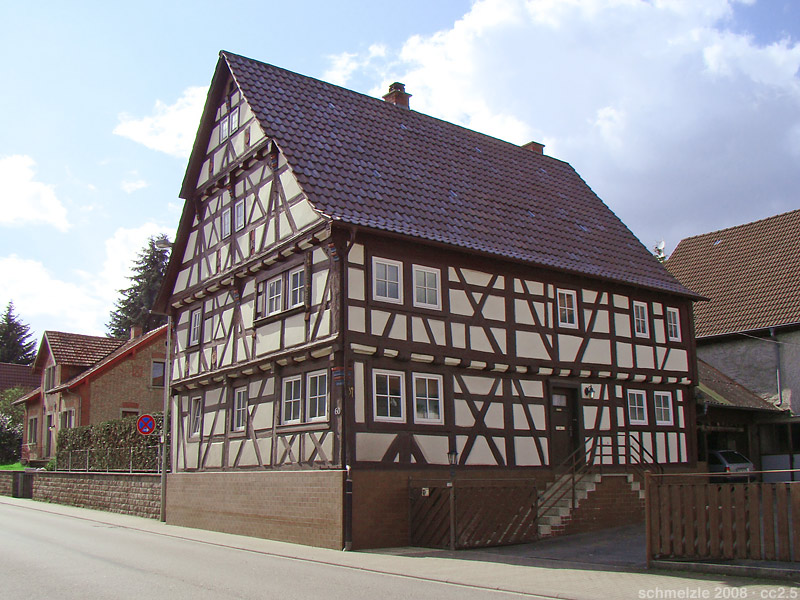
Fachwerkhaus Karlsruher Straße 60 in Dühren

Das Fachwerkhaus Karlsruher Straße 60 (auch Haus Ebert-Nickel genannt) in Dühren, einem Ortsteil der Stadt Sinsheim im Rhein-Neckar-Kreis im nördlichen Baden-Württemberg, wurde in der zweiten Hälfte des 16. Jahrhunderts errichtet.

## Beschreibung
Das Haus mit zwei Fachwerkstöcken und zwei Dachstöcken steht direkt an der in der Neuzeit verbreiterten Karlsruher Straße. Obwohl die Fenster teilweise vergrößert wurden, ist das Haus mit Sorgfalt restauriert worden.
Das Renaissancehaus weist zahlreiche Zierformen auf. Die zwei rechten Fenster des ersten Giebelgeschosses (zur Straße hin) werden seitlich von Dreiviertelsäulen mit Bandgeflecht geschmückt. An der gleichen Giebelseite sind die Kopfknaggen des Fränkischen Mannes mit Augen und Einkerbungen farbig hervorgehoben. Dazwischen befinden sich Andreaskreuze und lange Streben. Die kurzen Bund- und Eckständer besitzen Knaggen mit Wulsten und Kehlen. Unter dem Dachfirst ist eine geschnitzte Palmette mit einem Taubenloch zu sehen.